# إدريس خان
إدريس خان (بالإنجليزية: Idris Khan)‏ هو فنان بريطاني، ولد في 1978 في المملكة المتحدة.